# Emily Reuer
Emely Reuer (Braunschweig, 30 novembre 1941 – Monaco di Baviera, 25 ottobre 1981) è stata un'attrice e doppiatrice tedesca.

## Biografia
Figlia di un fabbricante, Emely - nota anche come Emily o Emilie - prese segretamente lezioni di recitazione. Le sue prime apparizioni teatrali furono a Bochum, Costanza e Basilea. In seguito fu ingaggiata dal Residenztheater di Monaco.
La Reuer acquisì notorietà con il piccolo ruolo dell'assistente Helga Lauer nella serie televisiva Der Kommissar, in cui recitò in 18 episodi tra il 1968 ed il 1970. Dall'episodio 27 il suo personaggio fu cancellato dalla serie e non fu sostituito.
Seguirono ruoli in alcuni film erotici ed in altre produzioni televisive, cui affiancò anche l'attività di doppiatrice, doppiando ad esempio Jill Clayburgh in La Luna) Andréa Ferréol in L'ultimo metrò, Jean Harlow in Nemico pubblico e Marie Colbin nella serie televisiva Confessioni del cavaliere d'industria Felix Krull. Recitò anche in diversi teatri di Monaco, tra cui al Münchner Kammerspiele.
Il suo ultimo ruolo fu quello della madre nell'adattamento televisivo del racconto per ragazze Der Trotzkopf della scrittrice Emmy von Rhoden, ruolo per il quale nel 1970 vinse un Bambi d'oro.
Oltre a questo la Reuer recitò in diversi radiodrammi.
L''11 giugno 1965 si sposò con l'attore Hans Cossy, da cui si separò nel 1969. In seguito convisse con il regista Helmuth Ashley.
Colpita da una malattia genetica, morì a soli 39 anni per emorragia cerebrale. È sepolta nel cimitero di Hornburg.